# Acamapichtili
Acamapichtli (fl. XIV secolo) è stato tlatoani (sovrano) della città Azteca (o più correttamente Mexica) di Tenochtitlán, e fondatore della dinastia degli Imperatori aztechi.
Salì al potere nel 1376 e regnò per 19 anni.
Acamapichtli non era nato a Tenochtitlán e poiché le relazioni di sangue tra i sovrani delle varie città erano un aspetto molto importante della politica Mesoamericana del XIV secolo in quanto appena arrivati nella zona i Mexica erano svantaggiati.
Alla morte di Ténoch nel 1375, il consiglio di anziani calpultin decise di eleggere un tlatoani che potesse assicurare la crescita nell'importanza della città.  Essi mandarono una delegazione al leader della città di Culhuacan.
Sebbene gli Culhua avessero scacciato solo recentemente i Mexica da Tizaapan, durante il loro periodo di convivenza erano intercorsi alcuni matrimoni misti tra le due popolazioni. Acamapichtli era frutto di una di queste unioni.  Suo padre, Opochtzin, era un capo Mexica, mentre sua madre Atotoztli era figlia del  tlatoani Culhua, Nauhyotl. Egli possedeva anche legami di sangue con gli Acolhua di Coatlinchan.  E in aggiunta a questi legami reali, la nobiltà Culhua reclamava la propria discendenza diretta dai Toltechi, rendendo così il loro linguaggio ancora più prestigioso.
Acamapichtli iniziò la sua carriera politica come cihuacóatl (governatore). Al tempo della sua designazione aveva solo 20 anni, e viveva a Texcoco con sua madre. Dopo aver accettato il trono, venne condotto a Tenochtitlan e fece il suo ingresso nella città in pompa magna. Sposò lancueitl, figlia dell'allora sovrano di Culhuacán, Acolmiztli.
Per integrare questi legami di sangue con la città di Tenochtitlan, Acamapichtli prese una sposa da ogni calpulli di Tenochtitlan  (che aggiunse alla sua prima sposa, la nobile Culhua Ilancuetl).
In quello stesso anno la città gemella di Tenochtitlan, Tlatelolco insediò come proprio  tlatoani uno straniero — Cuacuapitzahuac, figlio di Tezozómoc, tlatoani dei Tepanechi della città di Azcapotzalco, l'altra grande potenza della regione.
A dispetto della eredità Culhua di Acamapichtli, la sua città cadde rapidamente sotto l'influsso dei Tepanec e divenne vassalla di Azcapotzalco. Durante il suo regno le forze Mexica combatterono per Azcapotzalco contro diverse città stato, soprattutto con Chalco, ed ebbero il permesso di dichiarare guerra per proprio conto. Fu così che vennero organizzate delle spedizioni militari contro Cuauhnahuac (la moderna Cuernavaca) e Xochimilco.
Ai sovrani Tecpanec erano dovuti dei tributi ogni luna piena, tributi che spesso si rivelavano capricciosi ed esosi. Ma nonostante l'ostilità di Azcapotzalco, Tenochtitlan progredì. L'isola sulla quale si trovava la città (e l'unica porzione di territorio soggetta alla sua sovranità) venne ampliata a est con l'aggiunta di terriccio e roccia. I Mexica furono attenti, tuttavia, a mantenere la giusta distanza dalla terraferma, a scopi difensivi in caso di guerra.
Costruita al centro del Lago Texcoco, Tenochtitlan soffriva largamente della carenza di terreno coltivabile. Acamapichtli fece progredire il sistema agricolo cittadino espandendo i  chinampa ovvero i (giardini galleggianti) intorno all'isola, e catturando le rive del lago dalle altre città, in particolare da Xochimilco. Egli fece anche implementare l'architettura urbana — il primo livello di scavi della Grande Piramide di Tenochtitlan, risale infatti al suo regno.
Durante il suo regno, la città fu divisa in quattro quartieri o calpulli: Moyotlán a sud-ovest; Zoquipan a sud-est; Cuecopan a nord-ovest; and Atzacualco a nord-est. Le case di canne furono sostituite con case di pietra. Fu anche costruito un grande tempio, o teocalli. Si dice che durante il suo regno furono create le prime leggi azteche.
Nel 1382, Acamapichtli fu eletto tlatoani. Fu incoronato con molto più fasto di prima, all'altare di Huitzilopochtli. Salì gli scalini accompagnato dai guerrieri di più alto rango. Fu unto con olio e acqua dal sommo sacerdote, che posò la corona, o xiuhuitzolli, sulla sua testa. La stessa cerimonia fu ripetuta in tutte le seguenti incoronazioni azteche, con la differenza che, dal 1427, il nuovo tlatoani era accompagnato dai sovrani di Texcoco e Tlacopan, le altre due città della Triplice Alleanza Azteca.
Acamapichtli era un politico astuto che rinforzò la sua posizione più con alleanze che con guerre (ce ne furono solo due o tre durante il suo regno). Evitò complicazioni con i sovrani più potenti, nel caso di Tezozómoc, pagando il tributo richiesto. Tezozómoc chiese un chinampa coltivato con bellissimi fiori, e gli Aztechi ne fecero uno e glielo inviarono facendolo galleggiare sopra il lago.
La prima moglie di Acamapichtli non gli diede figli, cosicché egli prese un'altra moglie, figlia del sovrano di Tetepango. Ella diventò la madre di Huitzilíhuitl, che salì al trono dopo la morte del padre. Un altro figlio di Acamapichtli, Itzcóatl, diventò tlatoani nel 1427. Era il figlio di una schiava che Acamapichtli aveva comprato al mercato di Azcapotzalco. La schiava era di nascita nobile, ma era stata catturata e schiavizzata. Anche se tlatoani non era un titolo ereditario, i candidati appartenevano a una ristretta classe di principi, e tutti i sovrani aztechi successivi discendevano da Acamapichtli.
Prima della sua morte, Acamapichtili chiamò i capi dei quattro quartieri nei quali aveva diviso la città, e chiese loro di eleggere il suo successore. Scelsero suo figlio maggiore Huitzilíhuitl. Acamapichtili approvò l'elezione, e quindi morì. Dopo la morte di suo padre, Huitzilíhuitl consolidò il suo potere ordinando una nuova elezione, con più votanti, includendo i più importanti guerrieri e sacerdoti.
Gli storici coloniali spagnoli Diego Durán, Fernando de Alva Cortés Ixtlilxochitl, e Fernando Alvarado Tezozómoc menzionano un altro Acamapichtli, che occupò il trono di Culhuacan nel 1324.